# Budapest (film)
Pour les articles homonymes, voir Budapest (homonymie).
Pour plus de détails, voir Fiche technique et Distribution.
Budapest est un film français réalisé par Xavier Gens, sorti en 2018.

## Synopsis
Vincent et Arnaud sont deux amis ayant autrefois étudié dans la plus grande école de commerce française. Mais aujourd'hui, ils s'ennuient fortement dans leur travail : Vincent travaille pour une multinationale où il n'a aucune reconnaissance alors qu'Arnaud végète dans la société du père de sa femme, Audrey. À l'occasion d'un enterrement de vie de garçon d’un de leurs amis, ils font la rencontre d’une strip-teaseuse. Cette dernière leur parle de la ville de Budapest en Hongrie. Arnaud a alors l'idée de créer une entreprise qui organiserait des enterrements de vie de garçon dans cette ville remplie de boîtes de nuit démesurées où l'alcool coule à flots.
Vincent et Arnaud se lancent donc dans cette aventure inédite après avoir démissionné. Ils vont pouvoir compter sur l'aide de Georgio, un expatrié qui va leur faire découvrir les secrets de cette ville de débauche. Après des débuts laborieux, l'entreprise Crazy Trips se développe. De plus en plus de clients se rendent à Budapest, pour des soirées arrosées à la pálinka où ils dansent avec des stripteaseuses. Crazy Trips leur propose même de conduire des tanks ou de tirer à la kalachnikov. Mais tout cela influe fortement sur la vie de Vincent et Arnaud. Les allers et retours entre Paris et Budapest mettent à l'épreuve leur amitié fraternelle et leurs couples.

## Fiche technique
Sauf indication contraire, les informations mentionnées dans cette section peuvent être confirmées par la base de données cinématographiques IMDb,  présente dans la section « Liens externes ».
- Titre original : Budapest
- Réalisation : Xavier Gens
- Scénario : Simon Moutaïrou et Manu Payet
- Décors : Johann George
- Costumes : Emmanuelle Youchnovski
- Photographie : Gilles Porte
- Montage :  Brian Schmitt et Carlo Rizzo
- Musique : Jean-Pierre Taïeb
- Production : Julien Leclercq et Julien Madon
- Coproduction déléguée : Cloé Garbay
- Coproduction : Nadia Khamlichi, Adrian Politowski et Bastien Sirodot
- Sociétés de production : Labyrinthe Films, coproduit par Maje productions et Zak Productions, en association avec les SOFICA Cinécap 1, Cinémage 12, Indéfilms 6, Manon 8, Palatine Etoile 15, Sofitvciné 5
- Société de distribution : Warner Bros. (France)
- Budget : 6,3 millions d'euros
- Pays de production :  France
- Langue originale : français
- Format : couleur
- Genre : comédie
- Durée : 102 minutes
- Dates de sortie :
  - France : 27 juin 2018[1]

## Distribution
- Manu Payet : Vincent
- Jonathan Cohen : Arnaud
- Monsieur Poulpe : Georgio
- Alice Belaïdi : Cécile
- Aude Legastelois : Hedi
- Ali Marhyar : Rémi
- Alix Poisson : Audrey, la femme d'Arnaud
- Tamar Baruch : Milena
- Thomas Ancora : Romain
- Arthur Benzaquen : Gabor
- Antoine Gouy : Tristan
- Artus : Elias
- Henrietta Edvi : Suzanna, femme de ménage de l'hôtel et compagne de Georgio

## Production
L'intrigue du film s'inspire d'Aurélien Boudier et Alexandre Martucci. Ces deux amis de collège sont les fondateurs de Crazy-EVG, une entreprise d'organisation d'enterrements de vie de garçon complètement dingues, comme des canulars simulant des kidnappings, la destruction d'une voiture, des attaques de chiens, etc. En 2014, Simon Moutaïrou, ancien camarade d'HEC devenu scénariste, les contacte pour qu'ils racontent leur expérience pour écrire un film de comédie. Aurélien Boudier et Alexandre Martucci proposent alors à quelques membres de l'équipe du film de partir en week-end avec eux à Budapest pour voir leur travail. Ils leur proposent un programme de rêve : conduite d'un tank, tir à l'AK-47, Hummer limousine, strip-teases, etc.

### Tournage
Le tournage a eu lieu notamment à Budapest.

## Accueil

### Réception française

#### Presse
Les retours de la presse française sont très mitigés. Allociné affiche une moyenne de 2,3/5 pour treize critiques. Le consensus général regrette un humour potache et cliché mais souligne la prestation des acteurs.
Seuls CNews, Closer et Le Parisien se montrent vraiment enthousiastes, vantant un « divertissement audacieux et de très bonne facture » dans la veine de Very Bad Trip.
A l'inverse, Ecran Large évoque un film « trop bête pour être méchant et trop ringard pour éveiller l'intérêt du spectateur » ; Le Nouvel Obs fustige « la mise en scène hystérique de l’auteur de Frontière(s) et la vulgarité de l’humour » ; Le Monde voit dans cette production « un scénario indigent [qui] déroule tous les poncifs d'une comédie de mecs en rut » ; enfin, Télérama affirme que le long-métrage « enchaîne les scènes de beuverie ou de défonce lourdingues, faisant au passage l’apologie du fric ».

#### Public
Les spectateurs ne sont pas non plus convaincus par le film, ce dernier affichant une moyenne de 2,6/5 pour environ 2 900 votes sur Allociné. De fait, le long-métrage peine à susciter l'intérêt du public : cinq jours après sa sortie, alors qu'il est diffusé dans 327 salles, Budapest enregistre seulement 73 908 entrées.

### Réception hongroise
En Hongrie, le film est critiqué pour les clichés véhiculés sur le pays et sa capitale. Le site web Index.hu s'irrite de voir « les pires clichés [s’enchaîner] en moins d’une minute » et HVG déplore que le film « parte du postulat que la capitale hongroise est un lieu rempli de barons de la nuit où l’on s’alcoolise jusqu’à plus soif ».

### Box-office
Le film ne remplit pas les salles, attirant un peu plus de 200 000 spectateurs à la fin de son exploitation. Monsieur Poulpe ironise sur Twitter sur la faible fréquentation, sur un ton sarcastique, provoquant des réactions acerbes de la part de certains internautes.
| Pays ou région | Box-office      | Date d'arrêt du box-office | Nombre de semaines |
| -------------- | --------------- | -------------------------- | ------------------ |
| France         | 200 172 entrées | 24 juillet 2018            | 4                  |
| Total mondial  | 1 620 601 $     | -                          | -                  |